# Hôtel de Montmartin
L'hôtel de Montmartin est un ancien hôtel particulier bisontin et une des demeures du cardinal Antoine Perrenot de Granvelle. L'édifice fut construit au cours du XVIe siècle, dans le centre historique de Besançon.
La façade et les toitures, ainsi que le portail sur rue font l’objet d’une inscription au titre des monuments historiques depuis le 7 novembre 1979.

## Histoire[2]
En 1581, le cardinal Antoine de Granvelle fait déconstruire la tour de Montmartin qu'il vient d'acquérir près de l'hôpital Saint-Jacques pour ériger un hôtel d'après les plans de l'architecte bisontin Richard Maire. Les fondations sur pilotis sont terminées en avril 1582 ;  en octobre, le sous-sol destiné à recevoir les offices est achevé. En 1583, les murs s'élèvent et les linteaux de fenêtres sont posés.
En octobre 1584, le cardinal demande à surélever l'édifice d'un deuxième étage. En septembre 1585, Richard Maire meurt et est remplacé par son fils Jean. En juillet 1586, le marché du deuxième étage est conclu, mais le cardinal meurt le 21 septembre 1586, laissant l'hôtel à un héritier : Thomas-François d'Oiselay, un petit-neveu qui le vend en 1618 à la municipalité de Besançon.
En 1653, l'édifice devient une académie d'équitation avant d'être affecté en 1677 au logement du premier gouverneur militaire de la province (lieutenant-général) : Jacques Henri de Durfort. Il est réaménagé entre 1683 et 1685 et on lui adjoint un jardin contigu pour construire des écuries et remises. Divers échanges de terrain, en nature de jardin et de verger, sont effectués l'année suivante, entre les jésuites voisins et la ville. 
En 1734, l'arrivée, avec cinquante chevaux et mulets, de Jean-Baptiste de Durfort, troisième duc de Duras et fils du précédent, oblige la municipalité à acheter un nouveau terrain aux clarisses, de l'autre côté de la rue, pour construire de nouvelles écuries et une prison militaire. Les bâtiments, dus à l'entrepreneur Jean-Claude Grosjean, sont construits entre 1739 et 1741. Dans le même temps, le corps de logis de l'hôtel est augmenté d'une aile en retour d'équerre, à gauche de la cour d'honneur. En 1741, Guy-Michel de Durfort de Lorges, duc de Randan remplace le duc de Duras et réclame dix glaces de trumeaux ou de cheminées avec leurs encadrements, pour décorer ses appartements, les vieilles cheminées de l'hôtel ayant été changées en 1738. L'ensemble est réalisé par Pierre Maillot, maître miroitier. 
En 1793, la ville vend l'hôtel à un particulier. Les sœurs du Sacré-Cœur en deviennent propriétaire en 1823. En 1840, l'aile gauche est reconstruite et une chapelle aménagée à l'intérieur par l'architecte Alphonse Delacroix. Une Vierge à l'enfant en bas-relief dans un médaillon, dû au sculpteur Camille Demesmay, en orne la façade sur rue. L'aile droite, plus ancienne, a peut-être été construite entre la fin du XVIIIe et le début du XIXe siècle, par l'architecte Denis-Philibert Lapret. Le corps de logis de l'hôtel est cantonné par quatre tours d'angle ainsi qu'une cour donnant sur la rue, fermée par un portail du XVIIIe siècle.
En 1907, à la suite d'un legs à la ville de Besançon, l'hôpital Saint-Jacques acquiert l'hôtel de Montmartin pour y installer une maternité départementale appelée "maternité Berger" en hommage au donateur. En 1911, entre autres travaux, les meneaux et croisillons des fenêtres du premier étage sont détruits. En 1913 est créé au fond du jardin le pavillon Pasteur abritant le service de médecine femme. La maternité reste sur les lieux jusqu'en 1973, date de construction d'un nouvel édifice appelé "La Mère et l'Enfant", située avenue du Huit-Mai 1945. L'hôtel de Montmartin est depuis cette date dévolu à l'administration de l'hôpital.
Plusieurs hommes célèbres ont résidé dans l'hôtel à l'occasion de visites dans la cité bisontine, comme le duc de Bourbon, le prince de Condé ou encore Louis Philippe d'Orléans. 
C'est dans cet hôtel particulier que se tint l'assemblée des États de Franche-Comté du 26 novembre 1788 au 6 janvier 1789.